# Романенко Віталій Петрович
Віта́лій Петро́вич Романе́нко (* 1926–2010) — український радянський олімпійський чемпіон зі стрільби (у вправі «олень, що біжить», 441 очко — ОР) в Мельбурні 1956 року. Чемпіон світу (1954) у стрільбі по мішені «олень, що біжить», неодноразовий чемпіон світу та Європи (1954—1962) в командних змаганнях. Чемпіон СРСР (1955—1962) в особистих і командних змаганнях. Заслужений майстер спорту (1955). Заслужений тренер УРСР (1974). Учасник німецько-радянської війни, полковник.
Тренував   Віталія Романенка   Купко Григорій Володимирович — заслужений майстер спорту (1952 р.), заслужений тренер УРСР (1982 р.). Дворазовий чемпіон світу (1954 р.) у командних змаганнях.

## Біографія
Народився 13 липня 1926 року в селі Русанів (нині Броварський район Київської області України), де й закінчив 7 класів. У 1940 році сім'я Романенків переїхала в Новосибірську область. Там Віталій у 1943 році пішов на фронт і у 17-річному віці почав бойовий шлях на І-му Українському фронті у Польщі. Закінчив війну під Берліном.
У 1945 році продовжив службу в Київському військовому окрузі (місто Лубни, 25 стрілецька дивізія) в званні лейтенанта. Почав займатися стрілецьким спортом. У 1948 році командувач військами Київського військового округу генерал-полковник А.Гречко (у майбутньому маршал та Міністр оборони СРСР у 1967—1976 роках) перевіряв дивізію на вправність у стрільбі. Стріляти треба було з карабіна й пістолета. Романенко В. П. показав відмінні результати (карабін — 30 із 30, пістолет — 50 із 50).
У ті ж роки Віталій Романенко став підопічним Купка Григорія Володимировича якого доволі швидко наздожене та перевершить у спортивних здобутках.
У 1953 році Романенку В. П. запропонували сформувати команду стрільців для участі в змаганнях Київського військового округу. Вона стала чемпіоном округу з дуельної стрільби. Після цих змагань Віталій Петрович був зарахований до збірної команди округу для участі в чемпіонаті Радянської Армії, де завоював дві срібні та одну бронзову медалі. Далі були змагання чемпіонату України, на них також завойовано дві срібні і одну бронзову медалі. У вересні в складі збірної України виступав на чемпіонаті Радянського Союзу і здобув срібну медаль.
У 1954 році був зарахований до збірної Радянського Союзу і в її складі поїхав на Чемпіонат світу в Каракас (Венесуела), де здобув три золотих і одну срібну медалі, став триразовим чемпіоном і здобув звання заслуженого майстра спорту.
У 1955 році на Чемпіонаті світу в Осло (Норвегія) здобув дві золоті та срібну медалі. 1956 року відбувся Чемпіонат Європи в Гельсінкі, де Романенко В. П. завоював три золоті медалі.
Австралія, 1956 рік, Мельбурн, XVI Олімпійські ігри. Романенко В. П. був упевнений у своїй перемозі, показав найкращий результат зі світовим і олімпійським рекордом, які стоять і до цього часу під його прізвищем, ще ніким не побитий. Не зробивши ще двох пострілів, він уже став чемпіоном.
А далі Романенко В. П. неодноразово доводив свій особливий дар на багатьох змаганнях: 1958 рік — Москва, Чемпіонат світу — дві золоті, одна срібна медалі; 1959 рік — Чемпіонат Європи, Бухарест — дві золоті, одна срібна медалі; 1960 рік — Чемпіонат Європи, Мілан — золота і бронзова медалі; 1962 рік — Чемпіонат світу, Каїр — дві золоті медалі; 1963 рік — Чемпіонат Європи, Мюнхен — золота медаль; 1964 рік — Чемпіонат Європи, Угорщина, Печ — золота медаль. З 1953 по 1964 рр. кожного року брав участь у чемпіонатах Радянського Союзу і одержав 20 золотих і 4 срібні медалі.
З 1965 року — тренер збірної команди Радянського Союзу і олімпійської збірної. Тренер збірної України і Радянської Армії. Заслужений тренер України. Підготував і виховав двох олімпійських чемпіонів (О. Газов, Я. Железняк), 8 чемпіонів світу, 8 чемпіонів Європи, багато чемпіонів Радянського Союзу та України, Радянської Армії.
За великі успіхи у спорті на міжнародній арені нагороджений орденом Трудового Червоного Прапора, а в Київському військовому окрузі був заснований перехідний приз імені Романенка, який розігрується щороку серед офіцерського складу. Нагороджений Міжнародною федерацією стрільби Золотим знаком «Міжнародний майстер спорту».